# Quaqua ramosa
Quaqua ramosa (лат.) — вид суккулентных растений рода Quaqua, семейства Кутровые (Apocynaceae), естественно произрастающий на территории Капской провинции Южно-Африканской Республики (Кару).

## Название
Согласно некоторым источникам, родовое латинское название Quaqua предположительно происходит от слова Kam-qua-qua, которое является частью диалектного континуума Намибии, известного как нама. Это слово переводится как «во всех направлениях» или «повсюду».
Видовой латинский эпитет ramosa означает «разветвленный» или «полный ветвей».

## Описание
Растение характеризуется густым и кустистым разветвлением. Стебли голые и имеют бледно-серовато-зеленый или слегка сизоватый оттенок с намеком на фиолетовый. Ветви стеблей прямостоячие, с четырьмя бороздками и углами, которые иногда могут быть городчатыми, но почти без зубцов, за исключением кончиков молодых ветвей.
Цветки располагаются в небольших группах вдоль бороздок между углами стеблей. Цветоножки голые. Чашелистики ланцетные и острые. Венчик небольшой и голый с внешней стороны, с трубкой, которая слегка опушена. Доли короны ланцетные, острые и повторяются, с довольно острым гребнем на лицевой стороне, голые и коричнево-фиолетовые с внутренней стороны, не имеют ресничек. Внешние доли короны миниатюрны и разделены, мешковидные у основания. Внутренние доли короны тесно прилегают к тыльной стороне пыльников и немного их превышают, с небольшим дорсальным поперечным гребнем у их основания. Плоды — листовки, прямостоячие и сужаются к острому кончику, голые и бледно-зеленого цвета. Семена имеют неправильную узко-овальную продолговатую форму, глубоко вогнутые с очень толстыми, загнутыми краями с одной стороны и очень выпуклые, не морщинистые, коричневыми с другой стороны.

## Таксономия
Quaqua ramosa (Masson) Bruyns, первое упоминание в Bradleya 1: 74 (1983).

### Синонимы
- Piaranthus ramosus (Masson) Sweet
- Caralluma ramosa (Masson) N.E.Br.
- Stapelia ramosa Masson
- Stisseria ramosa (Masson) Kuntze